# Viruslast
Die Viruslast (englisch viral load) ist die Menge eines im Blutserum, Blutplasma, Sputum oder Rachenabstrich gefundenen Virus; sie wird z. B. als Konzentration der Genome (bei DNA-Viren) oder Genomäquivalente (bei RNA-Viren) pro Milliliter angegeben. Bei vielen klinisch wichtigen Viren existieren internationale Standardpräparate zur Kalibrierung der quantitativen Testverfahren. Die Konzentrationsangabe erfolgt als einheitlich, jedoch für das jeweilige Virus zufällig festgelegte IU (International Unit) oder IE (Internationale Einheit) pro Milliliter. Internationale Einheiten können für ein bestimmtes Virus in Genome bzw. Genomäquivalente mit einem fixen Faktor umgerechnet werden.
Die Bezeichnung Viruslast entstammt ursprünglich der HIV-Therapie, bei der erstmals die Bestimmung der Konzentration entscheidend für den weiteren Therapieverlauf war und anfänglich eben die "Belastung" der zellulären Immunität mit infektiösen Viren gemeint war. Mit der Zeit wurde der Begriff zum Teil auch auf das Hepatitis-B-Virus und Hepatitis-C-Virus übertragen. Durch die Bestimmung der Viruslast können teilweise Patienten mit mangelnder Compliance identifiziert werden. Mittlerweile wird die Bezeichnung Viruslast fälschlicherweise für jegliche Blutkonzentration viraler Erreger verwendet, korrekter ist der Begriff Viruskonzentration (viral concentration).
Die Viruslast wird durch quantitative Nachweisverfahren der viralen Nukleinsäure bestimmt, z. B. durch so genannte real-time-PCR, bei RNA-Viren mit einer vorangehenden reversen Transkription. Die Feststellung und Überprüfung der Viruskonzentration sowie ihr zeitlicher Verlauf (Viruskinetik) sind ein wichtiger Bestandteil der Therapiewahl und -überwachung bei chronischen viralen Infektionen sowie bei Patienten mit durch Krankheit, Organtransplantation oder genetisch bedingt geschwächtem Immunsystem.